# Fursa

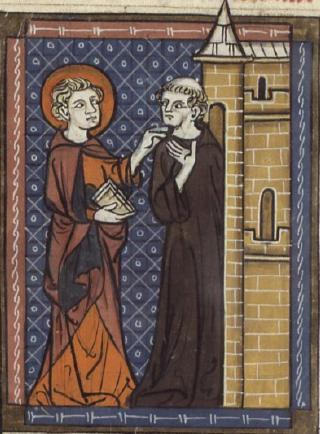
St. Fursa und ein Mönch aus einer Handschrift aus dem 14. Jahrhundert

Fursa (auch Fursus, Furseus, engl.: Saint Fursey, lateinisch: Sanctus Furseus; * 567 beim Lough Corrib in Irland; † 16. Januar um 649 in Ponthieu, Frankreich) war ein irischer Geistlicher und Missionar adliger Abstammung.

## Leben
Fursa war der Sohn des Fintan, eines irischen Herrschers von Munster, und dessen Frau Gelgesia, nahm aber selbst nie die Herrscherwürde an und blieb so im Range eines Prinzen. Der Heilige Ultanus und der Heilige Foillan waren seine Brüder.
Fursa war ein Schüler von St. Brendan dem Reisenden, einem Onkel seines Vaters, bis er als Mönch einem Kloster in Clonfert beitrat, in dem man schon früh auf seine Frömmigkeit aufmerksam wurde, und sich dort zum Priester ausbilden ließ. Laut einer Legende sollen zwei Zwillingssöhne des Königs Brendinus während der Gebete Fursas von den Toten auferstanden seien. Im Laufe seines Lebens gründete Fursa ein Kloster in Rathmat, das schon früh starken Zulauf erhielt und später zu einem der monastischen Zentren der Insel Irland aufstieg. Er missionierte auch auf seiner Heimatinsel und übte einen starken Einfluss auf die Literatur des Mittelalters aus.
König Sigebert von East Anglia war sehr um die Christianisierung seines Landes bemüht. Auch die irischen Missionare Fursa und Foillan wurden um 630 von ihm freundlich aufgenommen. Sigebert stellte Ländereien zur Gründung des Klosters Cnobheresburg zur Verfügung. Der Standort des heute nicht mehr existierenden Klosterkomplex lag möglicherweise beim ehemaligen Kastell Caister-on-Sea oder Kastell Burgh-Castle bei Great Yarmouth in Norfolk. Beda Venerabilis berichtete ausführlich von Fursas Visionen, in denen Engel und Teufel um die Seelen kämpften.
In den 640er Jahren ging Fursa ins Frankenreich, wo er mit Sankt Blitharius erfolgreich wirkte. Chlodwig II. förderte ihn beim Bau des Klosters Saint-Pierre in Latiniacum (Abtei Lagny). Dort starb er im Jahr 649. Sein Leichnam wurde von Erchinoald nach Péronne überführt und dort beigesetzt. Über seinem Grab wurde wenig später die Kirche Saint-Fursy errichtet.

## Verehrung
Als sein Leichnam 654 in eine für ihn erbaute Kapelle überführt wurde, war er unverwest. 1056 und 1256 wurden die Reliquien nochmals umgebettet. An seinem Grab sollen sich zahlreiche Wunder ereignet haben. In der französischen Revolution wurden die meisten seiner Reliquien zerstört.
Fursa wird in der katholischen Kirche als Heiliger verehrt. Sein Festtag ist der 16. Januar. In der Kunst wird er mit zwei Ochsen dargestellt. Andere Darstellungen zeigen ihn mit Engeln oder wie er Fegefeuer und Hölle betrachtet.

## Rezeption
Der irische Schriftsteller Mervyn Wall nahm in seinen Romanen Der unheilige Fursey oder das Irland der Frommen („The unfortunate Fursey“, 1946) und Furseys Rückkehr in das Irland der Frommen („The return of Fursey“, 1948) auf Fursa Bezug.